# NGC 2382
NGC 2382 је спирална галаксија у сазвежђу Велики пас која се налази на NGC листи објеката дубоког неба.
Деклинација објекта је - 27° 31' 43" а ректасцензија 7h 23m 54,5s. Привидна величина (магнитуда) објекта NGC 2382 износи 11,3 а фотографска магнитуда 12,3. Налази се на удаљености од 22,485 милиона парсека од Сунца. NGC 2382 је још познат и под ознакама NGC 2380, ESO 492-12, MCG -5-18-5, CGMW 2-842, PGC 20916.